# Alejandro Medina Lois
Carlos Alejandro Medina Lois (Talca, 28 de febrero de 1931-Santiago, 20 de junio de 2010) fue un militar chileno con rango de mayor general del Ejército de Chile. Se desempeñó como ministro de Salud Pública y rector de la Universidad de Chile durante la dictadura militar del general Augusto Pinochet.

## Familia
Nació en la comuna chilena de Talca el 28 de febrero de 1931, hijo del militar Ernesto Medina Parker y Luisa Raquel Lois Prieto. Su hermano Ernesto, de profesión médico cirujano, ejerció como director de la Escuela de Salud Pública de la Facultad de Medicina de la Universidad de Chile desde 1972 hasta 1997, y ocupó la presidencia del Colegio Médico de Chile entre 1975 y 1979.
Se casó con Gloria Rojas Flores, con quien tuvo cuatro hijos: Alejandro Edgardo Ernesto, María Gloria Raquel, María Pía y Andrés.

## Carrera militar
A fines de la década de 1940, ingresó como cadete a la Escuela Militar del Libertador Bernardo O'Higgins y a comienzos de 1950, obtuvo el grado de oficial de Artillería. Posteriormente, se tituló de oficial de Estado Mayor y continuó cursos para oficiales latinoamericanos en la Escuela de Las Américas, zona del canal de Panamá y Fuerte Sill.

### Golpe de Estado
Para el golpe de Estado del 11 de septiembre de 1973, se desempeñaba en la localidad Peldehue como comandante de la Escuela de Paracaidistas y Fuerzas Especiales del Ejército de Chile (Escpar-Fes) de la Brigada de Operaciones Especiales Lautaro (BOE), también llamada «boinas negras».
En el mismo día del golpe, por órdenes de Augusto Pinochet, se trasladó al cuartel de Peñalolén a cargo de un batallón de «boinas negras», como fuerza de reserva. Luego de que se produjera un allanamiento a las poblaciones aledañas de esa comuna, fue enviado a reforzar las operaciones en el centro de Santiago.
En 1975, fue designado por Pinochet como director de la Academia de Guerra del Ejército, cargo que ocupó hasta 1977, siendo sucedido por el coronel Roberto Guillard Marinot.

### Dictadura militar
En 1979 se le confirió el grado de general de brigada, y 14 diciembre de ese año, fue nombrado por Augusto Pinochet como ministro de Salud Pública; puesto que ocupó hasta el 20 de diciembre de 1980. El 29 de diciembre de dicho año, fue designado como rector de la Universidad de Chile, en reemplazo del general Enrique Morel Donoso. Dejó esa responsabilidad el 21 de enero de 1983.
En 1984, fue nombrado como comandante en jefe de la V División de Ejército, con sede en Punta Arenas, sucediendo al coronel Pablo Heriberto Iturriaga Marchese. Mientras ejercía esa función, el 6 de octubre de aquel año, se produjo un atentado bomba contra la parroquia Nuestra Señora de Fátima de Punta Arenas. En primera instancia se dedujo que el acto había sido una posible represalia a la manifestación contra Pinochet conocida como «Puntarenazo», realizada en la misma comuna en febrero. Sin embargo, se descubrió que el individuo que colocó el artefacto explosivo —quién además falleció— era el teniente Patricio Contreras Martínez, integrante de la Dirección de Inteligencia del Ejército.
En 1985, fue nombrado como jefe del Estado Mayor de la Defensa Nacional, sirviendo como tal hasta 1986, acogiéndose a retiro del Ejército. Retornó a la actividad pública durante el primer trimestre de 1988, en un Seminario de la Comisión Sudamericana de la Paz. Meses más tarde, creó el Centro de Estudios de la Nacionalidad.

### Últimos años
En 2004, asumió como rector de la privada Universidad Bernardo O'Higgins, fungiendo hasta 2006.
Producto de una larga enfermedad, falleció en Santiago de Chile el 20 de junio de 2010, a los 79 años. Fue sepultado al día siguiente, en el Cementerio Parque del Recuerdo.

## Controversias
A partir de la década de 2000, fue acusado por delitos correspondientes a violaciones a los derechos humanos durante el período entre 1973 y 1990. El cuartel de Peldehue que estaba a su cargo, fue constantemente nombrado por organismos de derechos humanos, como el lugar donde fueron llevados y ejecutados prisioneros del Palacio de La Moneda en septiembre de 1973. Con el retorno a la democracia en 1990, fueron encontrados en esos terrenos, los cuerpos de cinco detenidos desaparecidos, apresados en otras circunstancias que las de La Moneda.
En enero de 2006, fue procesado por el juez Carlos Gajardo Pinto, en calidad de autor de dos secuestros agravados y cinco homicidios, correspondientes a la represión que ordenaron los mandos del Ejército contra conscriptos (miembros de la Escuela de Paracaidistas que dirigía) opuestos al régimen de Pinochet y acusados de tener vínculos con organizaciones de izquierda, pocos meses después del golpe de Estado de 1973.